# Tyriobapta
Tyriobapta is een geslacht van libellen (Odonata) uit de familie van de korenbouten (Libellulidae).

## Soorten
Tyriobapta omvat 3 soorten:
- Tyriobapta kueckenthali (Karsch, 1903)
- Tyriobapta laidlawi Ris, 1919
- Tyriobapta torrida Kirby, 1889